# Retour à Lemberg
Retour à Lemberg (East West Street: On the Origins of Genocide and Crimes Against Humanity) est le récit très documenté d'une enquête de Philippe Sands (1960-), juriste en droit international, franco-britannique, publié en 2016 en version originale, et en français en 2017.
En 2024, le livre est adapté en bande dessinée.

## Contenu
Les quatre personnages principaux sont :
- Leon Buchholz (1904-1997), mort à Paris, le grand-père taiseux de l'auteur, qui l'a orienté vers le droit international et dont les silences ont éveillé sa curiosité ;
- Raphael Lemkin (1900-1959), juriste en droit international pénal, inventeur du concept de génocide ;
- Hersch Lauterpacht (1897-1960), juriste en droit international pénal, développeur de la notion de crime contre l'humanité ;
- Hans Frank (1900-1946), gouverneur entre 1939 et 1945 de la partie de la Pologne où quatre des pires centres d'extermination nazis avaient opéré (Chelmno, Belzec, Sobibor et Treblinka).

Ces quatre personnages ont en commun d'avoir passé une partie de leur vie à Lviv (ou Lvov), autrefois appelée Lemberg lorsque la ville faisait partie de l'empire austro-hongrois.
Lors d'une conférence à l'université de Lviv sur les origines des concepts de génocide et de crime contre l'humanité, l'auteur, avocat, spécialiste en droit international, professeur de droit à l'University College de Londres, intervenant entre autres auprès de la Cour internationale de justice, est invité à se pencher sur la biographie de son grand-père, contemporain des deux grands juristes dont il discute les thèses.
Une très longue enquête l'amène à rencontrer de rares survivants, leurs enfants et petits-enfants, ou leurs traces, dans la région, et dans une multitude de pays d'exil.
La biographie des deux juristes est menée en parallèle, avec leurs approches différentes (défense prioritaire des individus : crime contre l'humanité, ou des groupes : génocide), particulièrement dans l'optique de ce qui a transformé le droit international, le Procès de Nuremberg (1945-1946), considéré sous toutes ses phases et arcanes. L'un des accusés est Hans Frank. À cette époque, aucun des trois autres personnages principaux – ni l'auteur – ne connaît le sort que les SS allemands ont réservé à leur famille après 1942.
Apparaissent diverses autres figures historiques, connues comme Samuel Schwartzbard (1886-1938) ou Soghomon Tehlirian (1897-1960), ou inconnues, responsables de crimes de guerre, ou victimes, ou bénéficiaires.

## Réception
La réception, aux États-Unis, au Royaume-Uni, en France, et ailleurs, semble unanime : excellent travail, lecture passionnante,,,,,.

## Adaptation en bande dessinée
En 2024, le livre est adapté par Philippe Sands et Jean-Christophe Camuspar (scénario) et Christophe Picaud (dessins) sous forme de bande dessinée. L'album de 300 pages paraît aux éditions Delcourt.

## Éditions
- Édition originale : East West Street. On the origins of "Genocide" and "Crimes against Humanity", 2016
- Version française : Retour à Lemberg, traduit par Astrid von Busekist, Albin Michel, Paris, 2017   (ISBN 978-2-226-39516-0)

## Récompenses
- 2016 : Baillie Gifford Prize pour East West Street [8]
- 2017 : Jewish Quarterly-Wingate Prize (en) pour East West Street [9]
- 2017 : Prix du Meilleur livre étranger pour Retour à Lemberg [10]
- 2018 : Prix Montaigne pour Retour à Lemberg [11]

- 2019: Prix Baron Jean-Charles Velge de la Chaire Internationale de la Deuxième Guerre Mondiale à l'ULB (Université Libre de Bruxelles) [12]